# Grankotteskivling
Grankotteskivling (Strobilurus esculentus) är en svampart som först beskrevs av Franz Xaver von Wulfen, och fick sitt nu gällande namn av Rolf Singer 1962. Grankotteskivling ingår i släktet Strobilurus och familjen Physalacriaceae.  Arten är reproducerande i Sverige. Inga underarter finns listade i Catalogue of Life.

## Källor

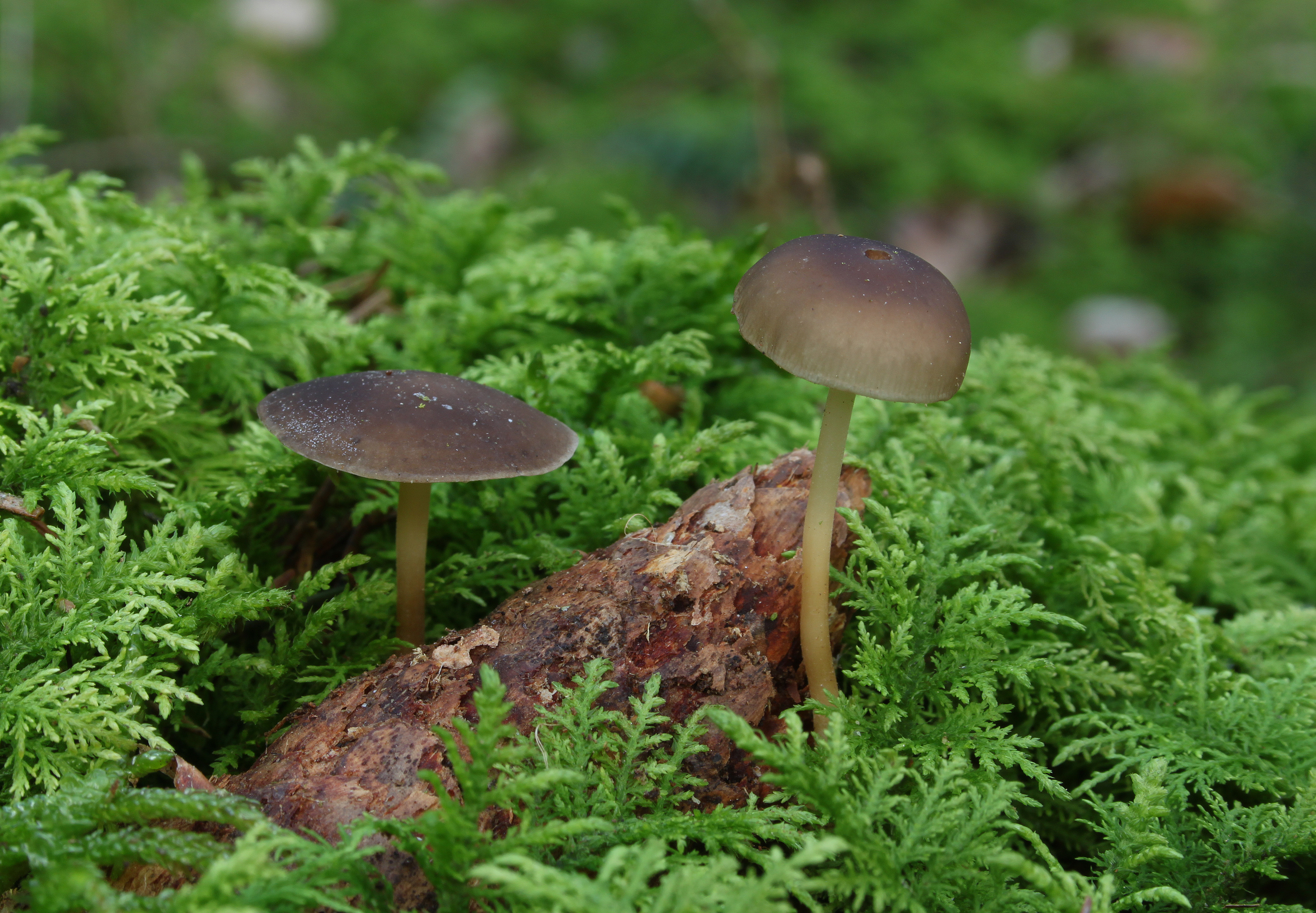
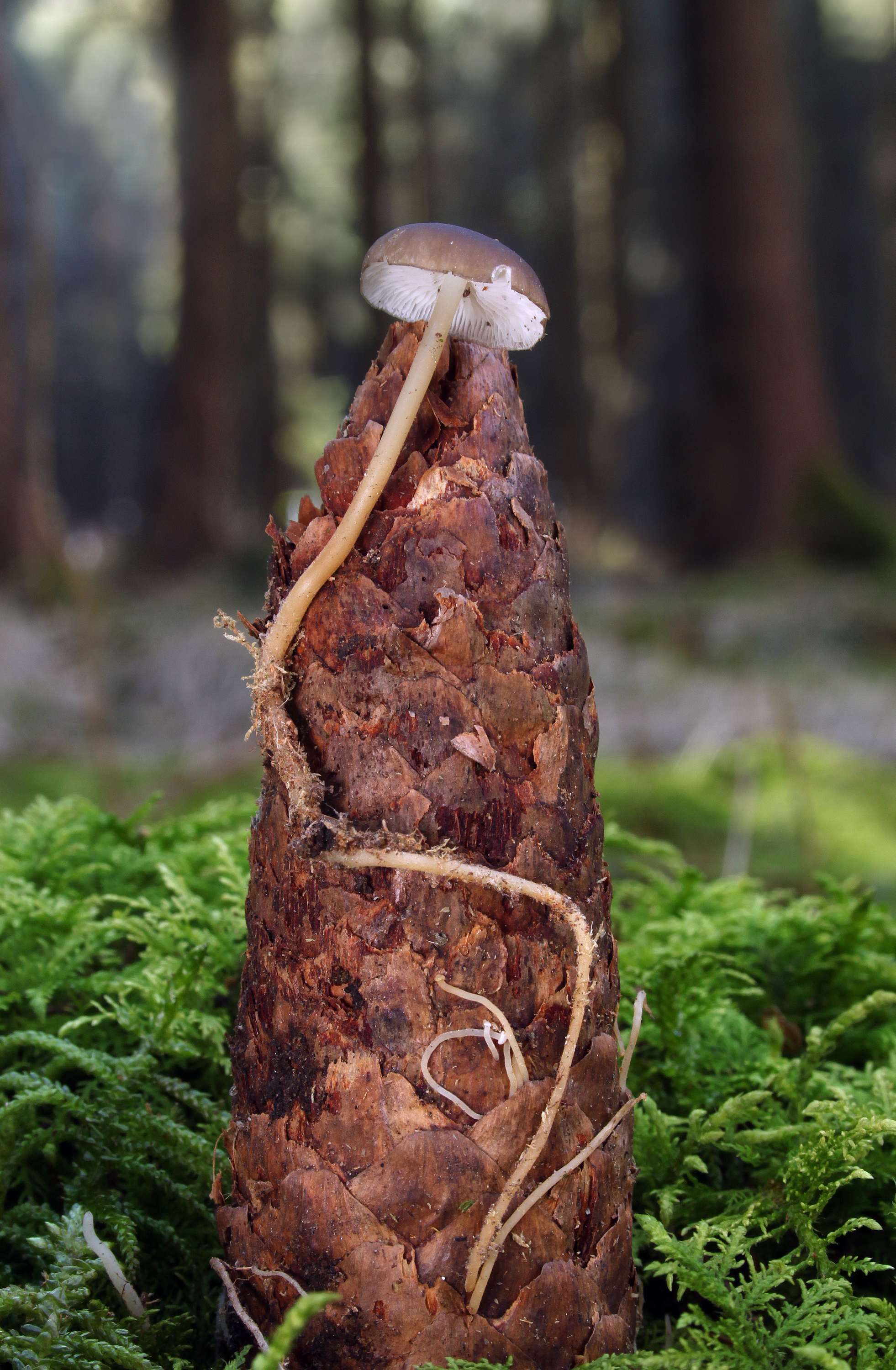
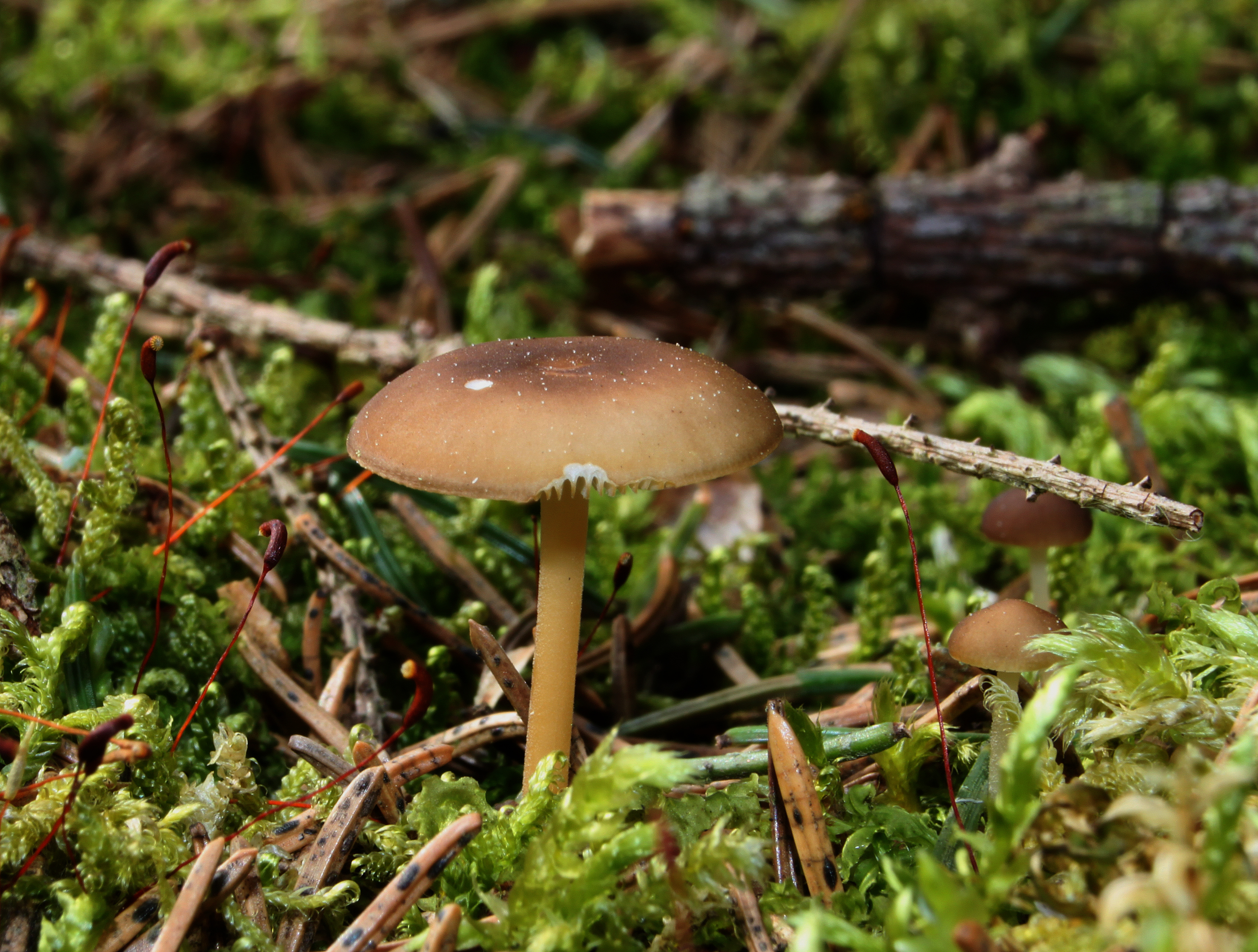
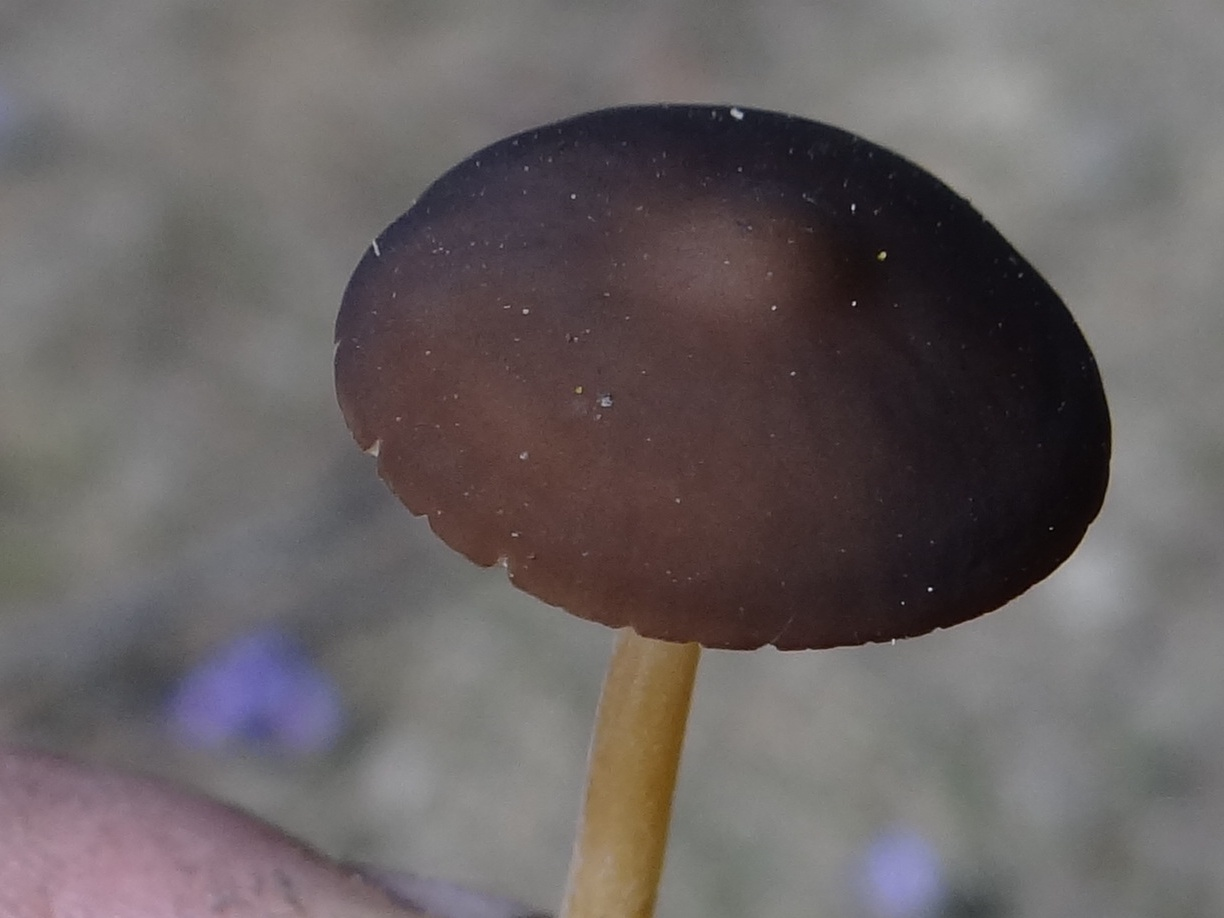